# Cisteller d'Orbigny
El cisteller d'Orbigny (Asthenes dorbignyi) és una espècie d'ocell de la família dels furnàrids (Furnariidae).

## Hàbitat i distribució
Habita zones àrides obertes amb arbusts, a prop de l'aigua del sud de Bolívia i oest de l'Argentina, cap al sud fins Mendoza.